# 小町定
小町定是太平洋战争期间日本帝国海军的战斗机人员。 最终军衔是海军飞行士官长。